# Milorad Pavić (piłkarz)
Milorad Pavić (ur. 11 listopada 1921 w Valjevie, zm. 16 sierpnia 2005 tamże) – serbski piłkarz, a także trener.

## Kariera piłkarska
W trakcie kariery Pavić reprezentował barwy zespołów Valjevo SK oraz Crvena zvezda Belgrad.

## Kariera trenerska
Pavić karierę rozpoczął w 1957 roku w zespole Crvena zvezda Belgrad. Przez siedem lat zdobył z nim trzy mistrzostwa Jugosławii (1959, 1960, 1964) oraz trzy Puchary Jugosławii (1958, 1959, 1964). W 1964 został szkoleniowcem belgijskiego Standardu Liège. W 1966, a także w 1967 wygrał z nim Puchar Belgii.
Następnie Pavić prowadził Club Brugge oraz RFC Liège, a w 1972 przeszedł do hiszpańskiego Athleticu Bilbao, z którym w 1973 wywalczył Puchar Króla. W 1974 odszedł do portugalskiej Benfiki i z nią kolei zdobył mistrzostwo Portugalii w 1975. W tym samym roku wrócił do Hiszpanii, gdzie został trenerem klubu CD Málaga z Segunda División. W 1976 awansował z nim do Primera División. W Máladze Pavić pracował do 1977.
Potem trenował francuski FC Rouen, jugosłowiańską Vojvodinę oraz portugalski Sporting CP. W latach 1980–1983 prowadził hiszpańską Celtę Vigo. W 1981 awansował z nią z Segunda División B do Segunda División, a w 1982 do Primera División. Potem Pavić był jeszcze szkoleniowcem Espanyolu oraz dwukrotnie Standardu Liège, który był jego ostatnim klubem w karierze.

## Źródła
- Milorad Pavić, [w:] baza Transfermarkt (trenerzy-kluby) [dostęp 2020-12-19].